# Wachtelei

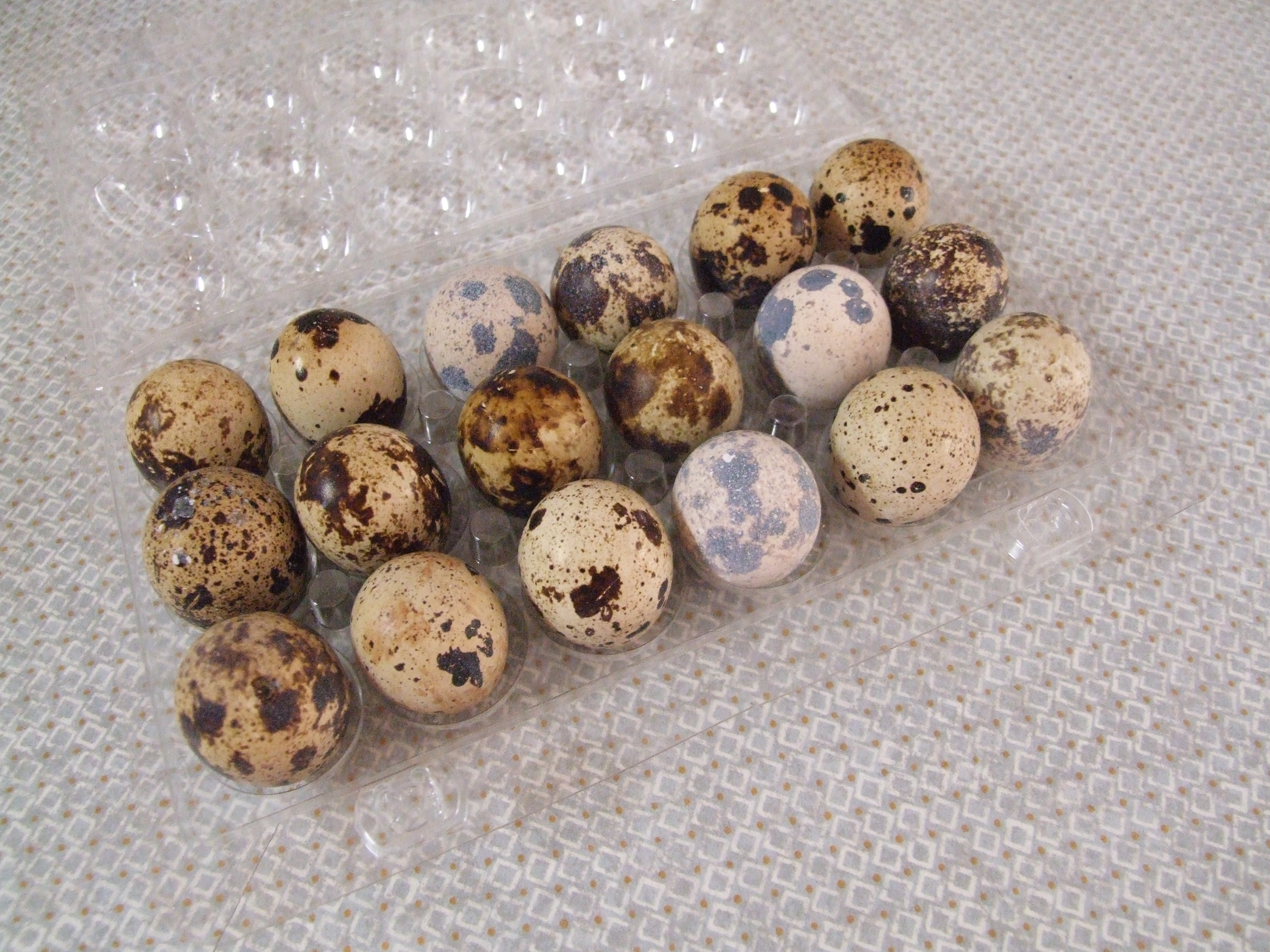
Wachteleier

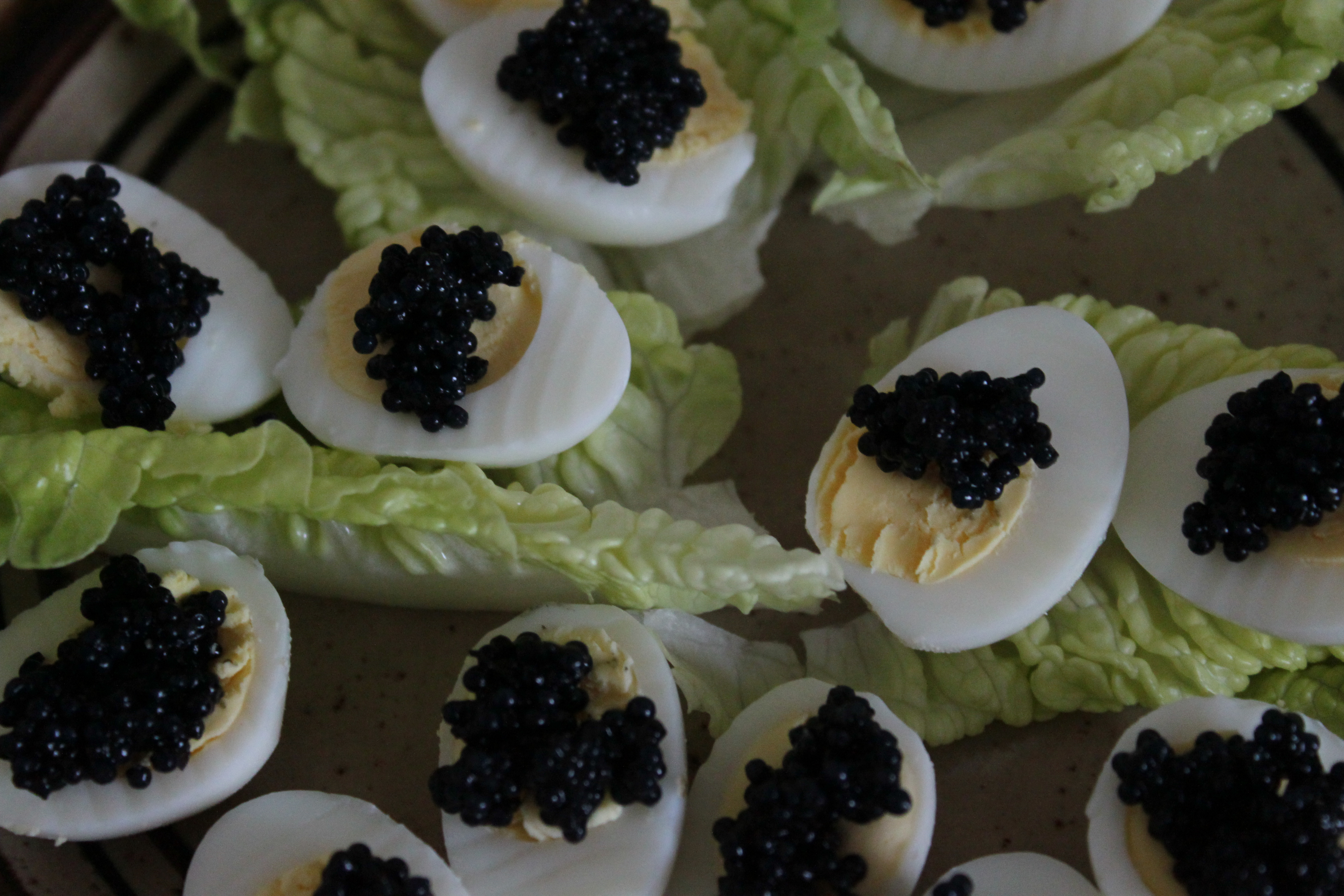
„Deutscher Kaviar“ auf Wachteleiern

Das Wachtelei ist das Ei der Wachtel. Als landwirtschaftliches Produkt wird es als Nahrungsmittel und Delikatesse verwendet.
Wachteln sind die kleinsten aller Hühnervögel und so ist ein Wachtelei auch nur 10–12 Gramm schwer und wesentlich kleiner als das 5- bis 6-mal so schwere Hühnerei. Die Schale des Wachteleis ist gesprenkelt, was bei der Tarnung hilft.
Wachteleier können wie andere Eier zubereitet werden. Die Kochzeit ist bei drei Minuten für ein weiches Ei. Sie werden gerne in der gehobenen Küche verwendet. Der Geschmack der Eier ist intensiver als der von Hühnereiern.
Bereits im alten Ägypten wurden die Wachtel und ihr Ei als Delikatesse geschätzt.
Hildegard von Bingen, eine Universalgelehrte des 12. Jahrhunderts, sagte den Wachteleiern nach, dass sie den Organismus stärken. Heilpraktiker bzw. die alternative Medizin gehen zum Teil davon aus, dass Wachteleier das Immunsystem stärken und Allergien (hier speziell Heuschnupfen) lindern können. Ein wissenschaftlicher Nachweis wurde dafür aber bislang nicht erbracht.